# Immermann-Tower
Der Immermann-Tower, bis 1987 Dommelhaus oder Dommel-Hochhaus, ist ein Bürohochhaus an der Immermannstraße in Düsseldorf-Stadtmitte.

## Geschichte
Noch vor dem Mannesmann-Hochhaus entstand in den Jahren 1954 bis 1956 das Dommelhaus als erstes Hochhaus der Nachkriegsmoderne in Düsseldorf. An der als innerstädtischer Boulevard nach dem Konzept der autogerechten Stadt wiederaufgebauten Immermannstraße fungiert es als städtebauliche Dominante. Mit seinen 16 Geschossen und seiner Höhe von über 58 Metern überragt es knapp das Wilhelm-Marx-Haus, das bis zum Jahr 1924 als eines der ersten Hochhäuser Deutschlands erbaut und bis 1956 das höchste Bürohaus der Stadt gewesen war. In seiner äußeren Gestaltung, insbesondere durch das über einem Attikageschoss hervorkragende Hauptgesims, zeigte es Anklänge an den Neoklassizismus der 1930er und 1940er Jahre. Architekt und gleichzeitig namensgebender Bauherr der Büroimmobilie war Wilhelm Dommel. Als Mieterin zog die Landesversicherungsanstalt Rheinprovinz ein.

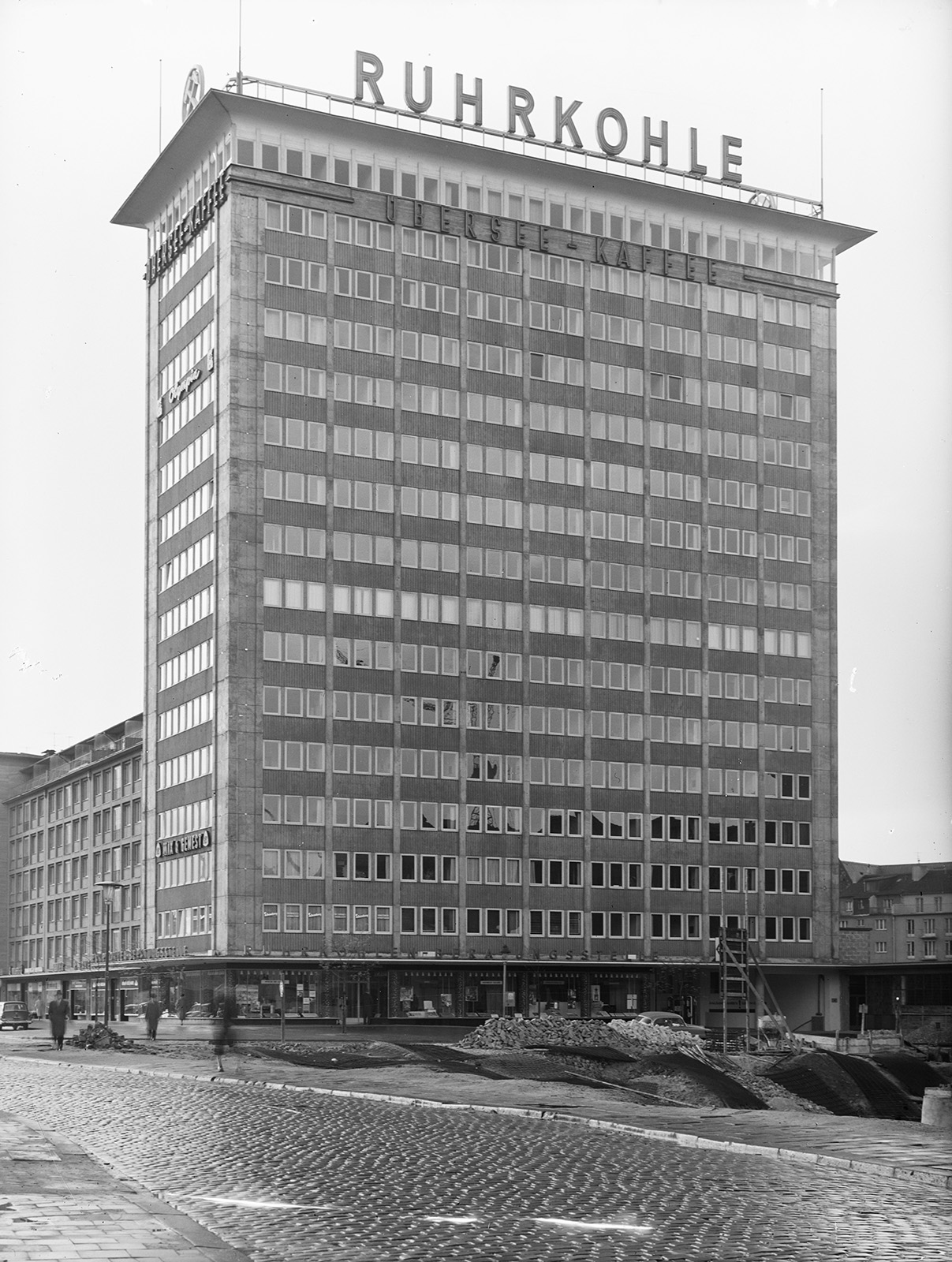
Zustand 1957

1987 wurde das Stahlbetongebäude nach Plänen von Rüdiger Thoma (Hentrich, Petschnigg und Partner)  grundlegend umgebaut und saniert. Dabei erhielt es eine Vorhangfassade im Internationalen Stil und nach dem Düsseldorfer Dramatiker Karl Immermann einen neuen Namen. Eine weitere, partielle Sanierung einschließlich einer künstlerischen Wandgestaltung von Ingeborg Böll erfolgte 2010 nach Plänen des Büros Böll Architekten. Im Jahr 2013 erwarb der Real-Estate-Investment-Trust alstria office die 8200 m² Bürofläche umfassende Immobilie für 16,8 Millionen Euro.